# 星野卓也
星野 卓也（ほしの たくや 1977年3月4日 - ）は、日本のラジオパーソナリティ、司会者、元お笑いタレント。
東京都出身。マセキ芸能社所属。

## 来歴
中央大学附属高等学校、中央大学文学部卒業。国語の教員免許を所持している。
柳葉敏郎に憧れて最初は俳優を目指し、大学卒業後は融合事務所に所属していた。しかし、その事務所から『お笑いの方が向いているのではないか』などと言われたことがあり(事実上の戦力外)、お笑い芸人に転向していくこととなる。2000年に芸人としてデビューする。事務所から浅井企画とマセキ芸能社を紹介されてオーディションを受けマセキ芸能社に移籍となった。
デビューしてすぐにNHKのオンエアバトルで初出場ながらオンエアを獲得し、更にそこから6連勝するなどの活躍を見せた。その影響で知名度が上がり学園祭などの仕事が増え順調に進んでいたが、7連勝目を掛けた放送回で初のオフエアを機に2連敗してしまいまたライブでは受けなくなってきたりと不調になっていき2004年頃に半年程活動を停止。その後復帰してからは芸風をフリップを使用した漫談に変更してからライブではまた受けるようになりオンバトでは連勝し始めてチャンピオン大会に2回進出。そのうち1回はファイナルに進出するなどの躍進を見せ、当時の人気番組だった爆笑レッドカーペットにも出演した。
銀河に吠えろ!宇宙GメンTAKUYA（ニッポン放送）終了後からパーソナリティ、MCとしての仕事が多くなり、特にニコニコ生放送では公式番組で年間200本のMCを任された。星野によると前述の爆笑レッドカーペット内のコーナーであるカムバックレッドカーペットを銀河に吠えろ!宇宙GメンTAKUYA生放送のため辞退するなど「放送していた1年間はライブやネタ番組に殆ど出演出来なかった」との事。
飛石連休の藤井ペイジのYouTube チャンネルに出演した際「2010年頃に芸人を辞めており事務所に芸人枠から外してもらった」と話している。その為現在事務所では「MC・パーソナリティ」という括りでの所属となっている。
2019年5月9日に結婚していたことを同年6月1日に自身のTwitterで公表した。

## 芸風
- 主な芸風は、アナウンサーの実況風にマシンガントークで喋りまくる漫談スタイル。主なネタとして、色々な場面での自分自身の心情などを実況する「自分実況」や、色々な有り得ない物事（名言や曲名）に対してツッコミを入れる「ありえない＊＊」がある。
- ネタの最初には自己紹介を兼ねて、「言えば言うほど＊＊（＊＊には「テンションが上がる」などが入る）早口言葉」や超早口なしりとりを披露する。
- 「気まずいぞ」「ありえないんだけど」「せつねーっす」などのフレーズを使い、フレーズにあった事柄（主にあるあるネタ）などを言っていくスタイルをとる。
- デビュー当初は漫談としてはなく実況風コントを披露していた。
- じゃんけんが強く、一度も負けたことがないと自負していたが、2010年の春に福原遥に初の敗戦を喫すると、2011年には片山陽加（AKB48）に4月・5月と2か月連続で負けてしまう[3]。
- スケッチを得意とし、スケッチブックを多用することもある。特に「ありえない＊＊」ではスケッチブックを使用する事が多い。ただし、スケッチと言っても題材によっては文字のみのものもある（名言や地名などの絵に表しようがないものがその傾向に当たる。その場合は絵の代わりに出典を添える）。
- 辞書や図鑑などを趣味でコレクションしている。
- 司会者、MCとしてはアイドル、K-POP、ビジュアル系、映画、ファッション関連など幅広いジャンルで活動。
- BTSと数回に分けてニコニコ生放送でMCを務める。

## 出演番組

### TV（バラエティ）
- 完売劇場（テレビ朝日）元レギュラー
- 爆笑オンエアバトル（NHK）戦績17勝8敗 最高485KB
  - 第8回チャンピオン大会 ファイナル8位
  - 第9回チャンピオン大会 セミファイナル7位敗退
  - トップ通過[注 1] とオーバー500は1度も達成できなかった。15勝以上している芸人でトップ通過の経験がないのは星野とシャカの2組のみである（シャカもオーバー500は達成できなかった）。
  - オンエア率が0.680であるため、ゴールドバトラーには認定されていない。ゴールドバトラーの条件まであと一歩という所でオフエアになる事が多く、過去2回あと2勝という所でオフエアとなる事があった。2007年度は年間4勝を達成すれば20勝に到達する為[注 2]、自動的にゴールドバトラーの条件を満たす事となるが、2007年度の成績は1勝2敗と振るわなかった。
  - また初出場の際はデビューして1年程で事務所も預かり状態だった。
  - なお、ピン芸人で限定すると出場回数はユリオカ超特Q（27回）に次いで2番目に多い回数である。
- エンタの神様（日本テレビ、2005年5月28日 - ）キャッチコピーは「口速の実況パフォーマー」
- 内村プロデュース（テレビ朝日、2003年12月8日）「2003内P勝手にランキングをプロデュース!」
- タモリ倶楽部（テレビ朝日、2006年2月17日）
  - 「タモリ電車クラブ 入部審査会」 タモリ電車クラブ会員を目指して得意の芸を披露するも後一歩及ばず落選
- 朝はビタミン!（テレビ東京、2006年11月8日）
- 笑っていいとも!増刊号（フジテレビ、2008年1月27日,3月23日）
  - 「増刊号でもチャンスがアルタ!! 金のたまごクラブリターンズ」地名ネタで出演
- あらびき団（TBSテレビ、2008年5月28日 - ）
- お笑いメリーゴーランド（TBSテレビ）
- 出張!レッドカーペット（フジテレビ、2008年8月11日）キャッチコピーは「止まらない言葉の速射砲」
- 爆笑レッドカーペット（フジテレビ、2008年8月27日 - ）キャッチコピーは「止まらない言葉の速射砲」
- 爆笑ピンクカーペット（フジテレビ、2009年1月1日 - ）キャッチコピーは「止まらない言葉の速射砲」
- 草野☆キッド（テレビ朝日、2008年9月2日）
- クッキンアイドル アイ!マイ!まいん!（NHK、2010年3月30日 - ） キャプテンシェイク役
- ショーバト!（日本テレビ、2010年6月29日）- 『ミニバト!』、「真夏の果実」（サザンオールスターズ）を世界中の地名で歌う
- 新世紀ネタキング決定戦（TOKYO MX、2010年11月4日）
- EXILEvs女芸人軍団 2011年もネバーギブアップ！日本一アブない新年会SP(日本テレビ、2011年1月1日)
- MY NAMEのWキッチン（MX、2013年2月11日）

### TV（ドラマ）
- SPACE ANGEL 2001円宇宙の旅（日本テレビ、2000年4月16日 - 6月25日）
- らぶ・ちゃっと（フジテレビ、2000年4月24日 - 9月25日）第1話
- バスストップ（フジテレビ、2000年7月3日 - 9月18日）第4話
- 金曜エンタテイメント「孫」（フジテレビ、2000年8月4日）
- 昨日の友は今日の敵?（NHK、2004年1月5日 - 2月9日）第2話

### TV（音楽）
- 第54回NHK紅白歌合戦（NHK、2003年12月31日）はなわ・テツandトモの応援
- LIFE IS V（TOKYO MX、2015年4月 - ）MC

### ラジオ
- レコメン!（文化放送、2010年1月11日）
- 銀河に吠えろ!宇宙GメンTAKUYA（ニッポン放送）※宇宙捜査局主任の「TAKUYA」として出演。
- 宇宙GメンEX（ニッポン放送）※宇宙捜査局主任の「TAKUYA」として出演。
- ミュージック・パワーステーション（ラジオ日本）「東京タワーMPS生天気」レポーター
- お笑いDOJO（TBSラジオ）
- BOYSTYLEのレディオスタイル（文化放送）
- 吉田照美のやる気MANMAN!（文化放送）
- 斉藤一美の爆発NIGHT!（文化放送）
- お笑いの殿堂〜モリノス・デ・ヴィエント〜（TOKYO FM）
- フリートーカーJ（ラジオ日本）
- ぶいおん!!!（ニコニコ生放送）
- 生dwangya（ニコニコ生放送）
- Showroomニッポン（ニッポン放送）
- 茅原実里のミスサンシャイン（FM-FUJI、2018年4月4日 - 2021年3月31日）
- Amazing Radio Performers on the web（ニコニコ生放送・LINE LIVE、第5回より）
- 弥生株式会社 スモールビジネスお悩み相談ラジオ（YouTube）※スモールビジネスアドバイザー「藍田元気」役

### インターネット
- GEININ★1週間（web★1週間）
- 溜池Now（GyaO）「ギザ細かすぎて伝わらない アニメものまね選手権」
- ラップスター咲(ニコニコ動画)3月25日 ‐
- 純情通り3丁目2525番地 (ニコニコ動画、ニコニコ生放送　バンブーチャンネル内　2011年3月25日- )
- きゃりーのウェイウェイnicoちゃんねる(ニコニコ生放送)　MC
- 米米CLUBのカールスモーキー石井こと石井竜也の「Nicolangelo」(ニコニコ生放送)　天の声
- ZE:Aとドッキドキニコ電！（ニコニコ生放送 2011年8月29日）MC
- B1A4日本デビュー記念特番（ニコニコ生放送 2012年7月1日）MC
- 工藤静香 25周年記念 25時間ニコニコ生放送特番（ニコニコ生放送　2012年10月16日） MC
- 三浦大知ニコ生特番（ニコニコ生放送）レギュラーMC
- 中川翔子ニコ生特番（ニコニコ生放送）MC
- SPYAIRニコ生特番（ニコニコ生放送）レギュラーMC
- ケツメイシニコ生特番（ニコニコ生放送）レギュラーMC
- 大国男児ニコ生特番（ニコニコ生放送）レギュラーMC
- Plastic TreeのアンモナイトNight（大）（ニコニコ生放送）レギュラーMC
- LM.Cのもうすぐ武道館!!（ニコニコ生放送）レギュラーMC
- 乙女新党のふわふわマニフェスト会議（ニコニコ生放送）レギュラーMC
- 炎亞綸（アーロン） ニコ生特番（ニコニコ生放送 2013年5月）MC
- U-KISS ニコ生特番（ニコニコ生放送 2013年2月14日）レギュラーMC
- T-ARA「TREASURE BOX」リリース★パーティー!!（ニコニコ生放送 2013年7月31日）MC
- ときめき☆びじゅナイト（ニコニコ生放送）レギュラーMC
- ニコびじゅ（ニコニコ生放送）レギュラーMC
- AKB48ニコ生特番（ニコニコ生放送）MC
- HKT48ニコ生特番（ニコニコ生放送）MC
- B.A.Pニコ生特番（ニコニコ生放送）レギュラーMC
- 倖田來未ニコ生特番（ニコニコ生放送）MC
- 山崎まさよしの山崎通信（ニコニコ生放送）MC
- EXILE SHOKICHIニコ生特番（ニコニコ生放送）天の声
- アニメが好きすぎて生きてるのが辛い(NOTTV3、2014年7月2日　- 、毎週月曜18:00 - )レギュラーMC
- 天月-あまつき- ニコ生特番（ニコニコ生放送）MC
- accessニコ生特番（ニコニコ生放送）MC
- 石川智晶ニコ生特番（ニコニコ生放送）MC
- 大塚 愛ニコ生特番（ニコニコ生放送）MC
- BoAニコ生特番（ニコニコ生放送）MC
- cleaneroニコ生特番（ニコニコ生放送）MC
- AKIRAメジャーデビュー特番生放送（ニコニコ生放送）MC
- 指原莉乃 『逆転力〜ピンチを待て〜』発売記念トークイベント（ニコニコ生放送）MC
- 遂に決定！ 押尾コータローを“演奏してみた”選手権グランプリ発表スペシャル！！ (ニコニコ生放送 2011年2月26日) MC
- Yun*chi＊スナックYun*chi（ニコニコ生放送） MC
- INFINITE　ニコ生特番　韓国より生放送（ニコニコ生放送）MC
- SING LIKE TALKING ニコ生特番（ニコニコ生放送）MC
- INORAN　ニコ生特番（ニコニコ生放送）MC
- LAWSON DREAM ARTIST AUDITION（LINE LIVE)MC
- 2MAN TOUR-狼煙- 開催直前特番（ニコニコ生放送）MC
- 舞台『逆転裁判 -逆転のGOLD MEDAL-』公演直前（ニコニコ生放送）MC
- 有村竜太郎『個人作品集1992-2017「デも/demo #2』発売記念ニコ生SP）ニコニコ生放送MC
- ミュージックボンバー特番（ニコニコ生放送）MC
- ＿＿（アンダーバー）生出演 1st SINGLE「STAY GOLD」リリース☆パーティ（ニコニコ生放送）MC
- VISUAL JAPAN SAMIT60時間ニコ生（ニコニコ生放送）MC
- KRITO CHANNEL Tour 2022-2023「THE CREATING REAL WOELD」配信
- POCO LAND（YouTube）MC
- キュバっていこうぜ！（LINE LIVE）天の声

### 映画
- ekiden 駅伝（2000年）
- RUSH!（2001年）
- 地球防衛ガールズP9（2011年11月26日 - 、シネクイント・2011年12月10日 - 、テアトル梅田・2012年1月1日 - 、名古屋シネマスコーレ）
- ボクたちの交換日記(2013年）

### イベント
- ニッポン放送 presents TOKYO VISUAL FESTIVAL“+1”（出演バンド：ナイトメア、abingdon boys school、SuG、Alice Nine、THE KIDDIE、ALI PROJECT）@ C.C.Lemon ホール MC
- HARAJUKU KAWAii!!-winter 2011- @STUDIO COAST メインMC
- HARAJUKU KAWAii!!!! 2012 spring @東京ビッグサイト　メインMC
- HARAJUKU KAWAii!! FES 2012 @原宿　MC
- HARAJUKU KAWAii!! FES 2013 @原宿　MC
- HARAJUKU KAWAii!! FES 2014 @原宿　メインMC
- KAWAii!!NiPPON EXPO 2014 @幕張メッセ　メインMC
- HY's PARADE 〜Leap Day“4年に一度の”Premium LIVE〜 (2012年2月29日)　MC
- ニコニコ超会議
- ニコニコ超会議2
- ニコニコ超会議3
- ニコニコ超会議2015 超ニコびじゅステージMC
- ニコニコ超会議2016 超ニコびじゅステージMC
- ニコニコ闘会議 Splatoonブース MC
- ときめき☆びじゅLIVEvol.1〜初夏のときめき初体験@新宿BLAZE
- mer fes.2014   日本最大級の青文字系イベントの祭典 （2014年8月31日）メインMC
- mer fes.2015 日本最大級の青文字系カルチャーイベント（2015年9月23日） メインMC
- The VOCALOID Collection（ニコニコ生放送）MC
- 歌ってみた Collection（ニコニコ生放送）MC
- 歌コレステーション（ニコニコ生放送）MC
- MAJOR 2nd 放送開始記念特番 MC
- VOCALOCK MANIA MC
- ミスアキバ決勝戦　司会

### CM
- NTTドコモ中国（2000年10月 - 2001年3月）

## 単独公演
- 星野卓也初単独ライブ「ひとりでめくるもん」（新宿シアターモリエール、2010年8月19日）
- 宇宙GメンTAKUYAトークライブ「阿佐ヶ谷でも吠える？」（阿佐ヶ谷ロフトA、2010年3月30日、2010年6月12日、2010年9月11日）
- 星野卓也トークライブ「ハウシ!!」（阿佐ヶ谷ロフトA、2010年11月27日、2011年3月5日、2011年6月11日）
- 星野卓也・featuring16トークライブ「元芸人」 （高円寺パンディット、2017年7月27日-7月28日、11月30日）
- 星野卓也・景夕トークライブ「ナガバナシ」（高円寺パンディット、2019年1月16日）
- 星野卓也・平野翔一トークライブ「ぽこっちゃりなヤンくん」（高円寺パンディット、2022年1月21日、2022年12月3日）

## 座右の銘
「やらないで後悔するよりもやって後悔」